# Utetheisa nigrosignata
Utetheisa nigrosignata là một loài bướm đêm thuộc phân họ Arctiinae, họ Erebidae.